# Wangia florulenta
Wangia florulenta là loài thực vật có hoa thuộc họ Na. Loài này được Lí Bỉnh Thao (P. T. Li) công bố miêu tả khoa học đầu tiên năm 1976 dưới danh pháp Polyalthia florulenta, dựa theo mô tả trước đó của Ngô Chinh Dật (C. Y. Wu). Năm 2016, Bine Xue et al. chuyển nó sang chi Wangia.

## Phân bố
Các khu rừng trên sườn dốc, ở cao độ 1.100-1.400 m tại tây và nam tỉnh Vân Nam, Trung Quốc.

## Mô tả
Cây bụi cao khoảng 2 m. Cành non có lông tơ, trở thành nhẵn nhụi khi già. Cuống lá 2–4 mm, có lông tơ; phiến lá thuôn dài tới hình mũi mác, 5-14,5 × 2,3–4 cm, có màng, phía xa trục có lông măng, phía gần trục nhẵn nhụi, ngoại trừ các gân giữa có lông nhỏ, gân thứ cấp 10-13 ở mỗi bên của gân giữa, xiên ngược và nối nhau ở gần mép lá, đáy hình nêm rộng, đỉnh tù đến nhọn. Các cụm hoa mọc đối lá, 1 hoa. Hoa đường kính khoảng 0,4 cm. Cuống hoa 1–10 mm, có lông tơ; lá bắc con 2 ở giữa cuống hoa, hình trứng-hình mũi mác, kích thước khoảng 3,5 × 1 mm, có lông tơ phía xa trục, nhẵn nhụi phía gần trục. Lá đài hình trứng, khoảng 2 × 2 mm, bên ngoài có lông tơ, bên trong nhẵn nhụi. Cánh hoa màu lục ánh vàng; cánh hoa bên ngoài hình trứng-hình mũi mác, khoảng 2,5 × 1,5 mm, lõm, phía ngoài có lông tơ, phía trong nhẵn nhụi; các cánh hoa bên trong hình trứng, khoảng 3,5 × 2 mm, phẳng. Nhị hoa hình nêm, khoảng 0,5 mm; các mô liên kết xét cụt ở định, có lông măng. Lá noãn khoảng 7, thuôn dài, khoảng 0,8 mm, nhẵn nhụi; noãn 1 trên mỗi lá noãn, ở gốc. Cuống quả 1-1,5 cm; cuống đơn quả 3–5 mm, có lông tơ; đơn quả đến 7, màu đỏ, hình tròn, đường kính khoảng 8 mm, nhẵn nhụi. Ra hoa tháng 12 đến tháng 2, tạo quả tháng 6 đến tháng 8.